# На бойком месте (фильм, 1998)
«На бойком месте» — российский художественный фильм-мюзикл режиссёра Алексея Сахарова по мотивам одноимённой пьесы Александра Островского. Премьера состоялась 9 января 1999 года.

## Сюжет
Вукол Ермолаевич Бессудный устроил свой постоялый двор на бойком месте: днём — хозяин, ночью — разбойник и вор. Тем временем его жена Евгения Мироновна влюблена в помещика Павлина Ипполитовича Миловидова.

## В ролях
- Николай Расторгуев — Вукол Ермолаевич Бессудный, содержатель трактира
- Алексей Кортнев — Павлин Ипполитович Миловидов. богатый барин
- Ольга Дроздова — Евгения Мироновна Бессудная
- Надежда Горелова — Аннушка
- Алексей Булдаков — Степан Макарыч Раззорённый, ямщик
- Сергей Безруков — Петр Мартынович Непутёвый, молодой купец-пьяница
- Валдис Пельш — Пыжиков, приятель Миловидова
- Валентин Голубенко — Жук, слуга Бессудного
- Григорий Анашкин — Семён

## Саундтрек
- Любэ — Запрягай!
- Геннадий Гладков — Проезд Непутевого
- Сергей Безруков — Появление и обида Непутевого
- Николай Расторгуев, Алексей Булдаков — Купец
- Наталья Сотникова, Николай Расторгуев — Притворство Евгении
- Надежда Горелова, Николай Расторгуев — Жалобы Алёнушки
- Алексей Кортнев, Наталия Сотникова, Надежда Горелова, Николай Расторгуев, Валдис Пельш — Приезд Миловидова
- Алексей Кортнев, Валдис Пельш — Гибралтар
- Николай Расторгуев — Торгаши
- Надежда Горелова — Причет Анны и проезд Миловидова
- Николай Расторгуев, Алексей Булдаков — Тарантас
- Надежда Горелова — Романс Анны
- Наталия Сотникова, Надежда Горелова — Свара
- Наталия Сотникова, Алексей Кортнев — Усы
- Николай Расторгуев, Алексей Кортнев — Неверная жена
- Алексей Кортнев, Надежда Горелова — Журавль и цапля
- Надежда Горелова — Колесом дорога
- Любовь Деметр — Романс Цыганки
- Николай Расторгуев, Наталия Сотникова, Валентин Голубенко — Заговорная
- Наталия Сотникова — Зорька ранняя
- Алексей Кортнев, Наталия Сотникова — Душа-радость
- Наталия Сотникова — Топила ведьма баню
- Геннадий Гладков — Анна пьет зелье
- Геннадий Гладков — Миловидов увозит Анну
- Любэ — Финальная Запрягай

## Критика
Мюзикл получил низкие оценки кинокритиков. Лидия Маслова писала: «Сюжет о том, как хозяин постоялого двора (Расторгуев) опаивает и обирает гостей, а по ночам шастает по лесу с кистенем, естественно, побоку: когда бесперечь поют, как-то вообще теряешь нить происходящего». Антон Долин назвал мюзикл «откровенно-популистским демаршем».

## Награды и номинации
- 1999 — Приз зрительских симпатий кинофестиваля «Литература и кино»[4]
- 1999 — Премия «Ника» в категории «Лучшая музыка к фильму» (Г. Гладков)
- 1999 — Номинация на премию «Ника» в категории «Лучшая режиссёрская работа» (А. Сахаров)[5]
- 1999 — Номинация на премию «Золотой овен» в категории «Лучшая музыка к фильму» (Г. Гладков)[6]
- 1999 — Номинация на главный приз «Золотая роза» кинофестиваля «Кинотавр» (А. Сахаров)[7]